# Bitfrost
BitFrost est la plate-forme de sécurité du XO-1, l'ordinateur portable du projet One Laptop per Child, un ordinateur à bas prix destiné aux enfants des pays en développement.

## Architecture
BitFrost restreint les permissions de chaque programme, qui tourne sur sa propre machine virtuelle.
L'authentification des ordinateurs ou des utilisateurs ne se fait jamais en clair sur le réseau, et aucune adresse MAC n'est utilisée pour s'identifier.